# Pantalones
Pantalones és una pel·lícula de curtmetratge espanyola dirigida per Ana Martínez Álvarez. L'argument es basa en la discriminació laboral.

## Argument
Dues dones parlen d'un home: es tracta d'algú molt ben preparat, amb dues carreres, amb un futur prometedor, amb una xicota alemanya: és perfecte per a ocupar el lloc que sol·licita. A continuació dos homes parlen del currículum d'una dona: també aquesta molt preparada, parla diversos idiomes i té bones referències, però aviat trobaran una excusa per a no contractar-la.

## Repartiment
- José Coronado... Executiu 2 (veu)
- Evelyn Hidalgo ...	La Dona
- Carlos Hipólito... Executiu 1 (veu)
- Gracia Olayo ...	Amiga (veu)
- Nieves Pamies ...	Mans de l'Amiga
- Arantxa Rentería	 ...	Mare (veu)
- Diego Álvares ...	L'Home
- Blanca Álvarez ...	Mans de la Mare

## Guardons
- Goya al millor curtmetratge de ficció (2000)[2]